# Хрипуни
Хрипуни́ —  село в Україні, у Вовчанській міській громаді Чугуївського району Харківської області. Населення становить 108 осіб. До 2020 орган місцевого самоврядування — Варварівська сільська рада.

## Географія
Село Хрипуни знаходиться на відстані 1 км від річки Вовча (лівий берег), поруч протікає безіменний струмок на якому зроблена загата (~ 20 га), на відстані 2 км розташовані села Мала Вовча, Варварівка.

## Історія
12 червня 2020 року, відповідно до Розпорядження Кабінету Міністрів України  № 725-р «Про визначення адміністративних центрів та затвердження територій територіальних громад Харківської області», увійшло до складу Вовчанської міської громади.
19 липня 2020 року, в результаті адміністративно-територіальної реформи та ліквідації Вовчанського району, село увійшло до складу Чугуївського району.